# アパシー
アパシー（Apathy）とは感情 (pathy）が無くなった状態（接頭辞a）を指す。

## 医学におけるアパシー
通常の人間であれば、何らかの感情が湧く対象に対して、感情が湧かなくなった状態を指す。うつ病の主要な症状ではあるが、アルツハイマー病、脳血管性認知症、パーキンソン病などでも生じる。
治療には原病の治療に加え、L-ドーパやロチゴチン などのドーパミン神経系賦活薬、ドネペジルやガランタミンなどのアセチルコリン神経系賦活薬、メチルフェニデートが有効であるという報告がされている。

### アルツハイマー病
アルツハイマー病においては、患者の50-70%ほどに確認される。アパシーはアルツハイマー病の機能障害に関連する精神神経症状である。その原因は2つが解明されている。一つは、脳の前頭前野系の機能不全が、アパシー発症のための重要な神経生物学的基礎であるということである。 もう一つは、認知症による神経病理学的変化もまたアパシーを引き起こすと考えられている。
コリンエステラーゼ阻害剤は、認知症に起因する認知症状の治療に第一選択として使用されており、アパシーを含む行動障害に対してある程度の効果を示している。
メチルフェニデートもまた、認知症によるアパシー治療のために最も広く研究されている薬物である。メチルフェニデートを用いた催眠症状の管理は、アルツハイマー病患者のプラセボ対照RCTにおいて有望であることが示されている。アパシー治療のためのメチルフェニデートのフェーズⅢ多中心プラセボ対照RCTが現在進行中であり、2020年8月に完了する予定。

### その他
しばしばアパシーは、戦争において死亡または傷害といった恐ろしい出来事を目撃した人々において起こり得、それにはPTSDなどが挙げられる。それ以外にも、多々の精神医学的症候群であることが知られており、たとえばCADASIL症候群、うつ病、アルツハイマー病、シャーガス病、クロイツフェルト・ヤコブ病、認知症（アルツハイマー型、血管性認知症、前頭側頭型認知症）、コルサコフ症候群、過度のビタミンD、甲状腺機能低下症、甲状腺機能亢進症、全身倦怠感、ハンチントン病、ピック病、進行性核上性麻痺（PSP）、脳損傷、統合失調症、統合失調型パーソナリティ障害、双極性障害、自閉症、ADHD、アスペルガー症候群などがある。

## 政治学におけるアパシー
国民の政治への無関心や、消極的志向、ときには否定的態度をも意味する現代社会用語。医学におけるアパシーとは異なり、病的な状態を指す訳ではない。